# مونكفيلن (تورغاو)
مونكفيلن (بالألمانية: Münchwilen) هي إحدى بلديات مقاطعة مونكفيلن في كانتون تورغاو في سويسرا، وتعتبر عاصمة للمقاطعة. تبلغ مساحتها 7.79 كيلومتر مربع، ويقدر عدد سكانها بـ 5270 نسمة (حسب تعداد ديسمبر 2015).

## توأمة
لمونكفيلن (تورغاو) اتفاقيات توأمة مع:
- ليك